# Stutögat, Värmland
Stutögat är en sjö i Årjängs kommun i Värmland och ingår i Göta älvs huvudavrinningsområde.